# Seerosen
Die Seerosen (Nymphaea) sind eine Pflanzengattung innerhalb der Familie der Seerosengewächse (Nymphaeaceae). Diese fast weltweit verbreitete Gattung umfasst 65 Arten.

## Beschreibung und Ökologie

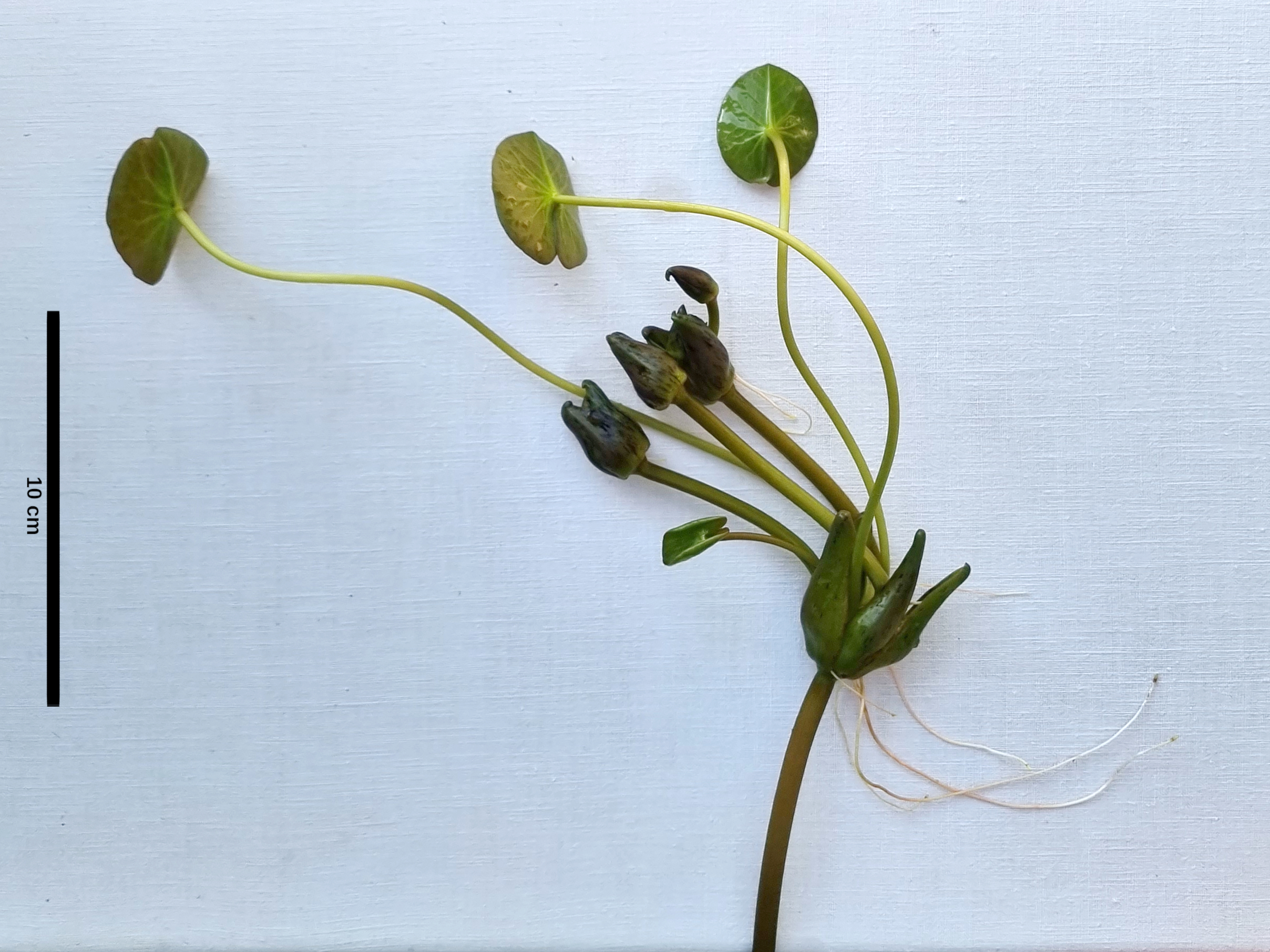
Proliferierendes Pseudanthium von Nymphaea prolifera

### Vegetative Merkmale
Die meisten Seerosen-Arten sind ausdauernde, krautige Wasserpflanzen; einjährige Pflanzen sind eine seltene Ausnahme. Sie bilden langgestreckte oder knollenförmige Rhizome aus, mit denen sie im Schlamm von Flüssen, Teichen, Seen und anderen Gewässern verankert sind.
Bei den meisten Seerosen-Arten liegt Heterophyllie vor. Es werden zwei Typen von langgestielten, ungeteilten, wechselständig und schraubig angeordneten Laubblättern ausgebildet: Schwimmblätter und Unterwasserblätter. Die Blattspreite ist oft schildförmig (peltat), herzförmig oder pfeilförmig. Der Blattrand ist glatt oder gezähnt. Nebenblätter sind vorhanden oder fehlen.

### Generative Merkmale
Die einzeln stehenden, zwittrigen Blüten sind schraubig aufgebaut und duften oft. Das Spektrum der Blütenfarben reicht von Weiß über Gelb und Rot bis Blau; Sorten können auch orangefarben, grün, violett oder lilafarben blühen. Die meist vier (selten drei oder fünf) freien Kelchblätter sind meist grünlich. Es sind sechs bis 50 freie Kronblätter vorhanden. Die 20 bis 750 freien Staubblätter sind entweder alle fertil oder zeigen als Staminodien morphologische Übergänge zu den Kronblättern. Die fünf bis 35 Fruchtblätter sind zu einem oberständigen oder teilweise unterständigen Fruchtknoten teilweise oder vollständig verwachsen. Die Griffel enden in der Zahl der Fruchtblätter entsprechenden, breiten und konkaven Narben. Die Bestäubung erfolgt durch Insekten (Entomophilie). Es gibt nacht- und tagblühende Arten.
Die fleischigen, schwammigen, beerenartigen Früchte sind von den haltbaren Narben gekrönt. Nach der Befruchtung werden die heranreifenden Früchte meist unter Wasser gezogen und reifen unter Wasser aus. Die Samen sind bis zu 5 mm groß. Sie bilden Schwimmsäcke, mit denen sie zunächst an die Wasseroberfläche treiben, wo Wind und Strömung sie zwei bis drei Tage lang ausbreiten können. Danach löst sich der Schwimmsack auf, die Samen sinken auf den Gewässergrund und können dort keimen.

### Anpassung an den Lebensraum
Als Wasserpflanze zählt die Seerose zu den Hydrophyten und besitzt einige besondere Anpassungen, die bspw. im Blattquerschnitt der Schwimmblätter zu erkennen sind. Diese morphologischen Adaptationen haben zum Ziel, das Blatt schwimmfähig zu machen (große, luftbefüllte Interzellularräume) und die Transpirationsrate zu steigern (große Blätter, Epidermen mit sehr dünner oder ohne Cuticula). Nur die obere Epidermis besitzt Spaltöffnungen (epistomatischer Blatt-Typ). Das Palisadengewebe ist sehr dicht und mehrschichtig, um eine hohe Lichtausbeute zu gewährleisten.

### Pflanzenanatomie

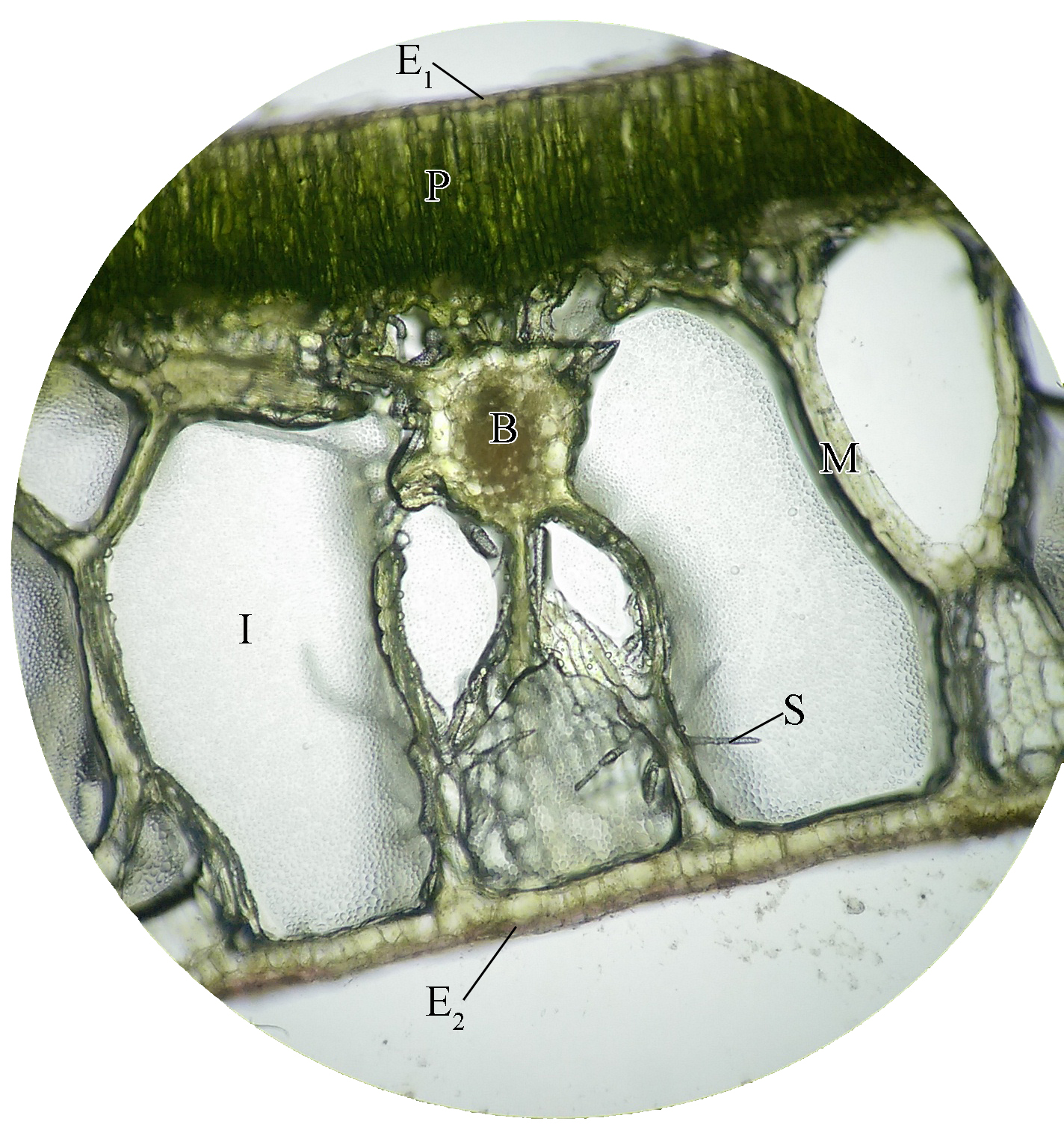
Abbildung 1
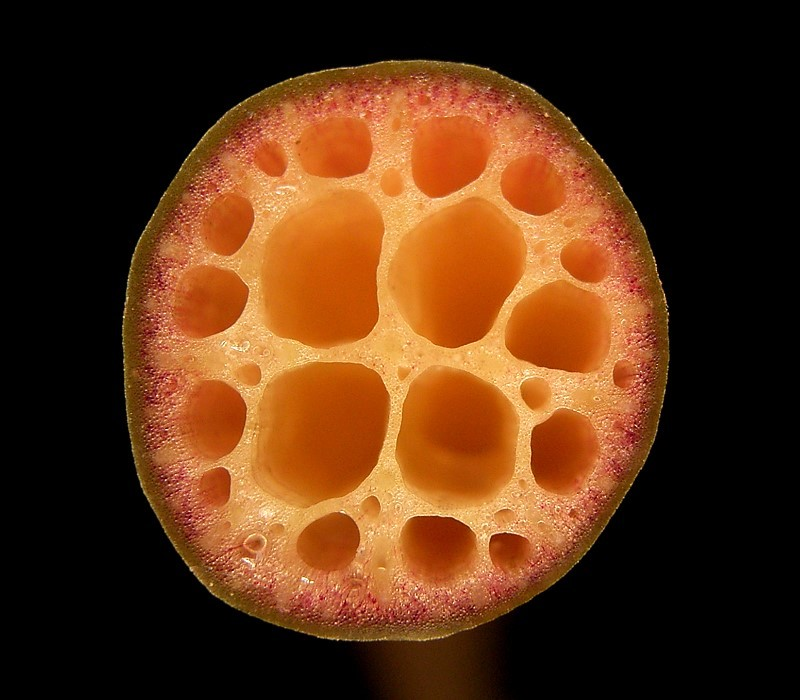
Abbildung 2

Abbildung 1: Querschnitt eines Schwimmblattes von Nymphaea,
Feinschnittpräparat, Durchlicht bei 400×.
E1: obere Epidermis, E2: untere Epidermis,
P: Palisadengewebe, B: Leitbündel, M: Schwammgewebe,
I: Interzellularraum, S: Sklerenchym.
Abbildung 2: Querschnitt des Stängels.

## Systematik und Verbreitung

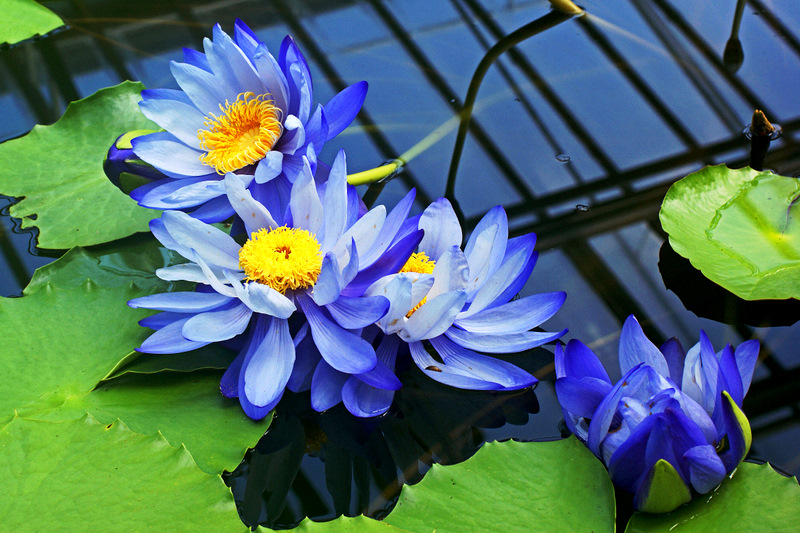
Untergattung Anecphya: Große Seerose (Nymphaea gigantea)

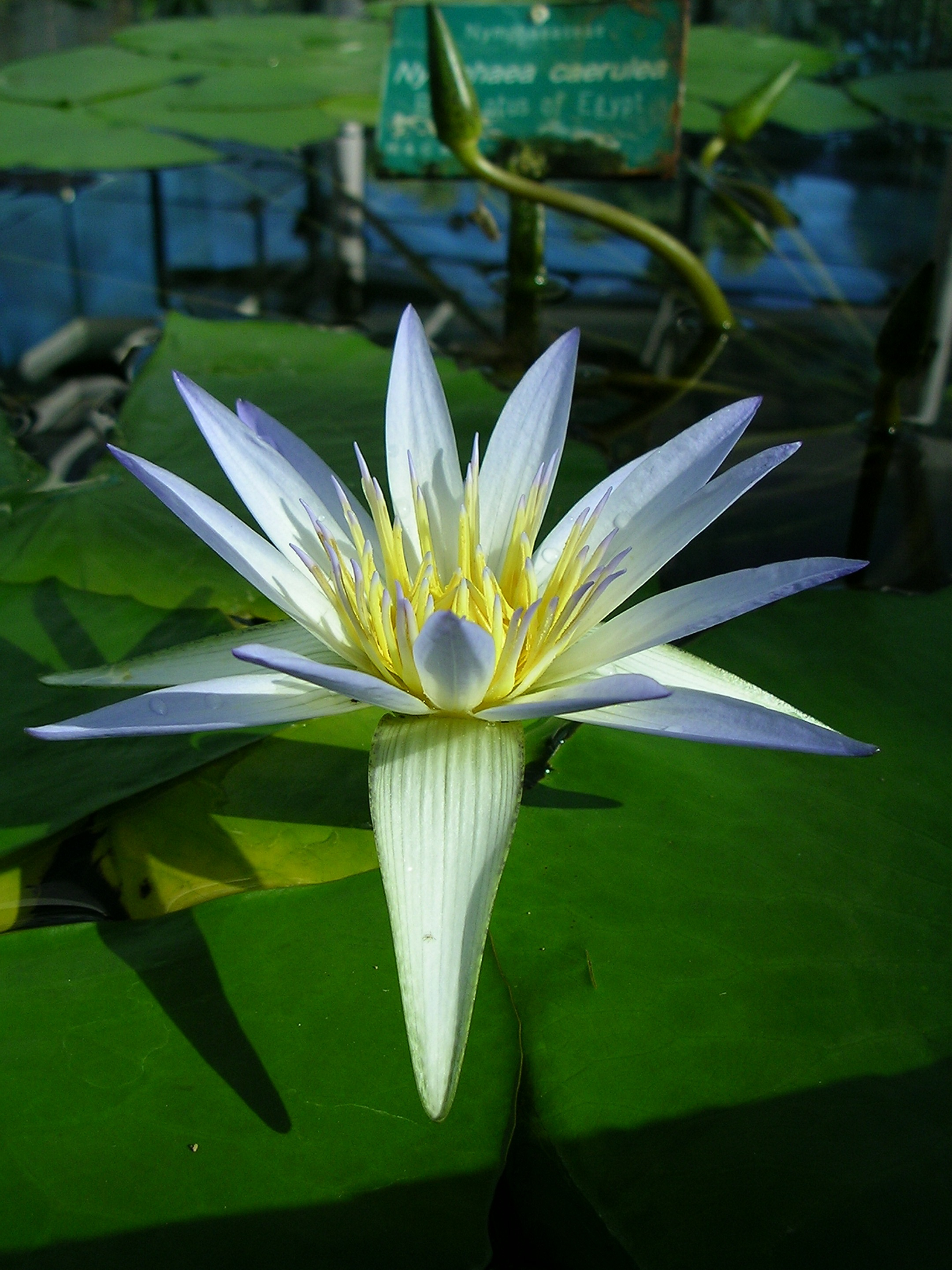
Untergattung Brachyceras: Nymphaea caerulea

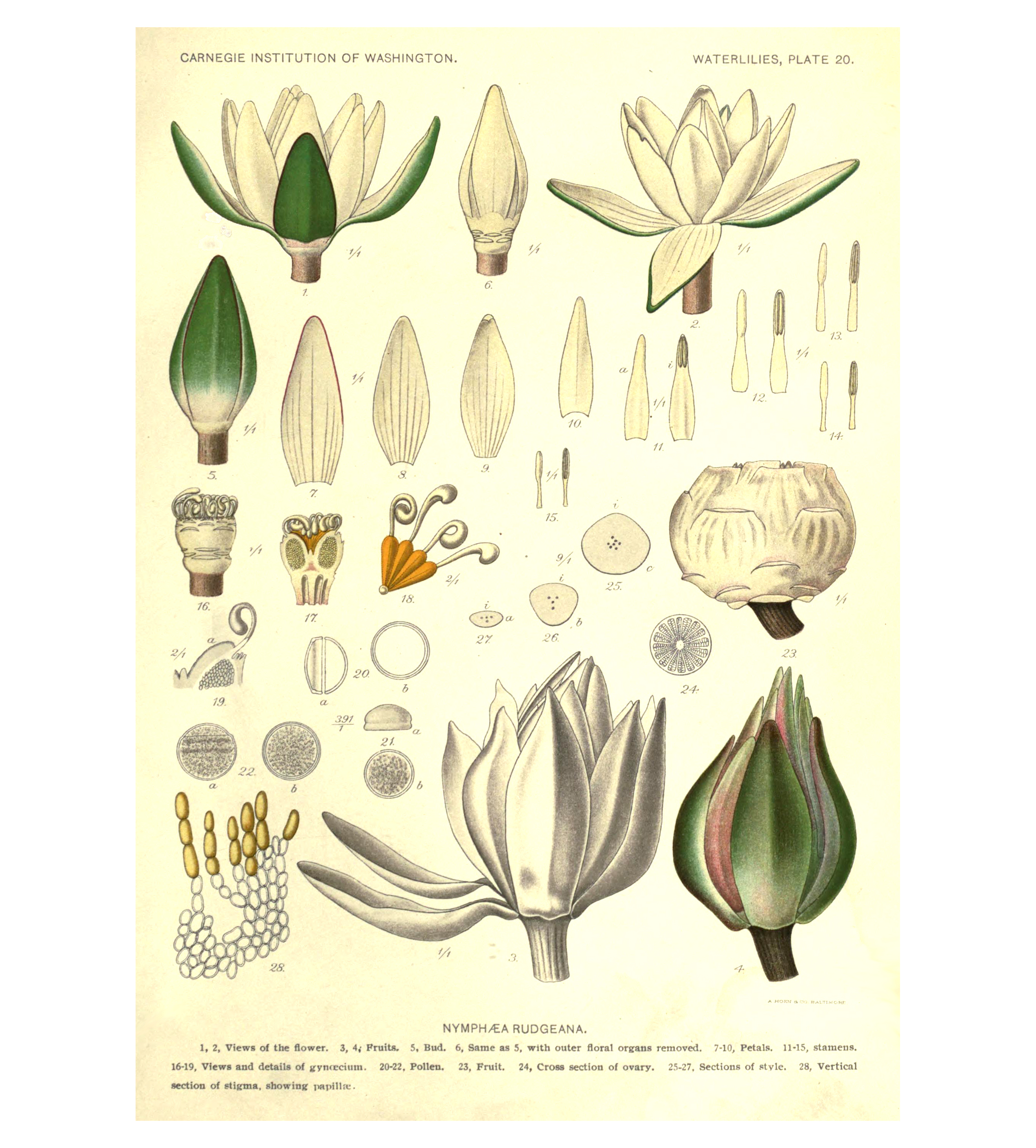
Untergattung Hydrocallis: Illustration von Nymphaea rudgeana (1905)

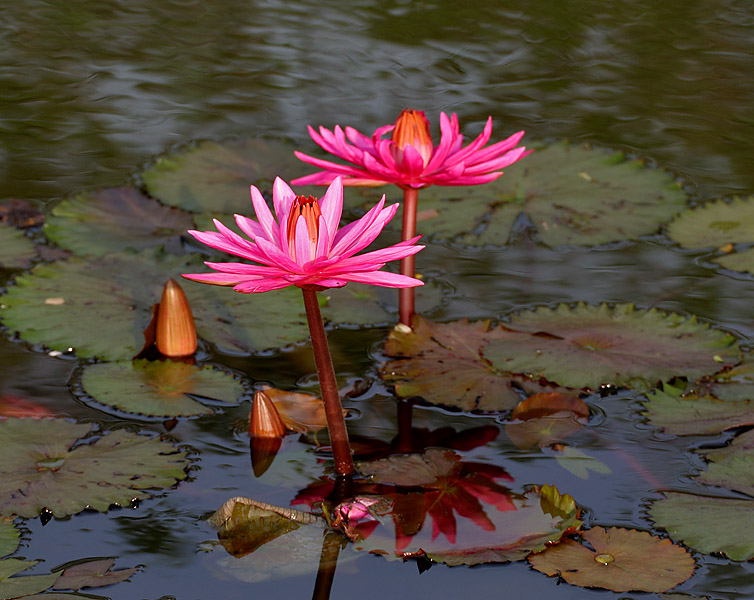
Untergattung Lotos: Nymphaea rubra

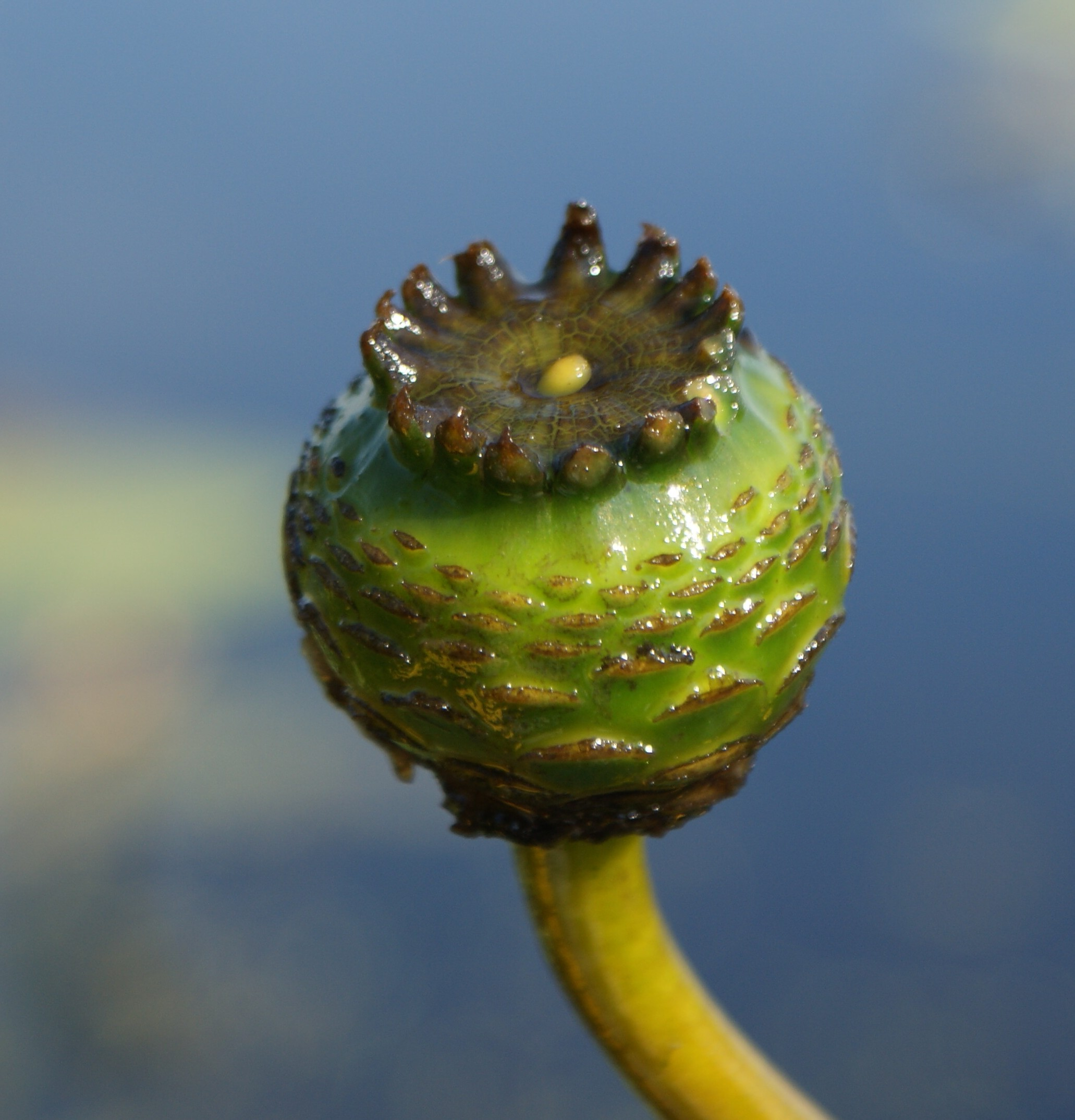
Untergattung Nymphaea: Frucht der Weißen Seerose (Nymphaea alba)

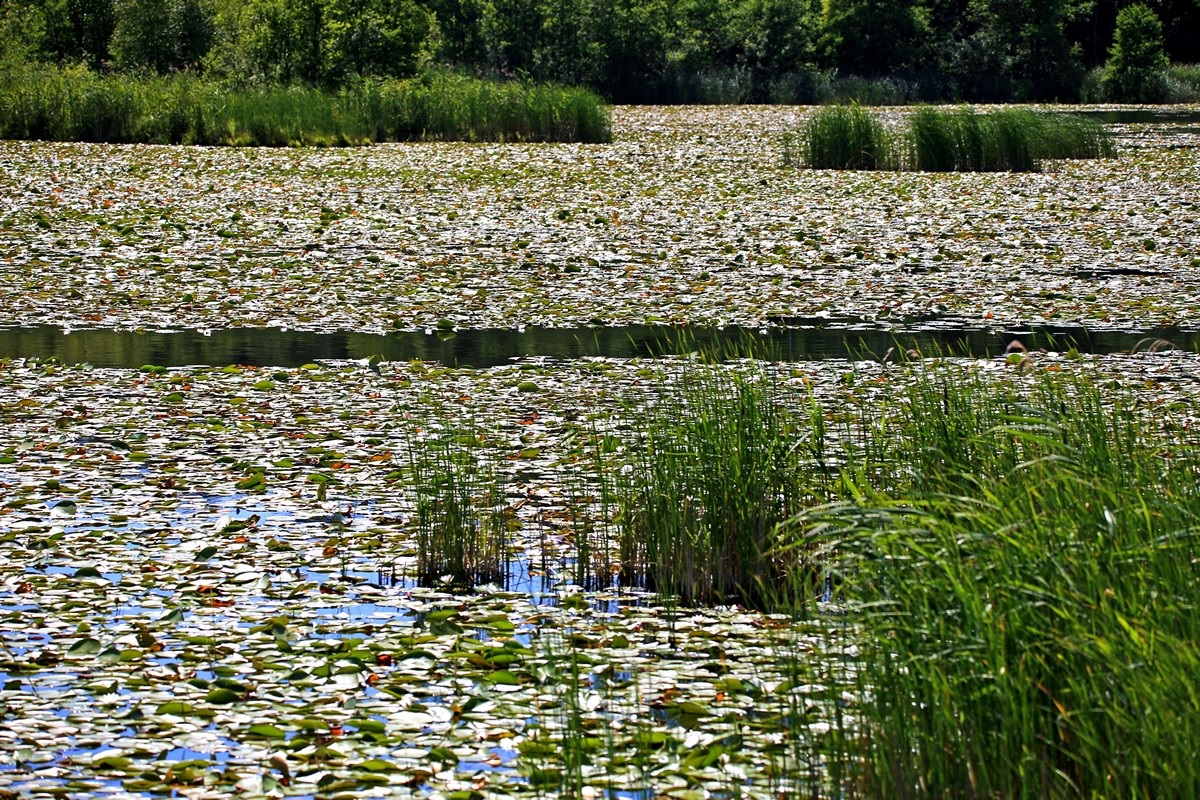
Seerosenparadies im Kleinen Kotzower See

Die Gattung Nymphaea wurde 1753 durch Carl von Linné in Species Plantarum, Tomus I, S. 510–511 aufgestellt. Typusart ist Nymphaea alba L. Synonyme für Nymphaea L. sind: Castalia Salisb., Leuconymphaea Ludw. ex Kuntze.
Zu der weltweit verbreiteten Gattung Nymphaea gehören über 50 Arten, sie wird in zwei Gruppen mit insgesamt fünf Untergattungen eingeteilt. Die Gattung Nymphaea könnte in ihrer derzeitigen Umschreibung paraphyletisch sein, da die Gattungen Euryale und Victoria in mehreren Studien innerhalb der Gattung Nymphaea verortet wurden.
Gruppe Apocarpiae CasparySie enthält zwei Untergattungen:
- Untergattung Anecphya Conard: Sie enthält etwa elf Arten in Australasien:

- Nymphaea alexii S.W.L.Jacobs & Hellq.: Es ist ein Endemit in einem kleinen Gebiet in Queensland.
- Nymphaea atrans S.W.L.Jacobs: Sie kommt nur im nördlichen Queensland vor.
- Nymphaea carpentariae S.W.L.Jacobs & Hellq.: Sie kommt nur im nördlichen und zentralen Queensland vor.
- Nymphaea elleniae S.W.L.Jacobs: Sie kommt im westlichen Papua-Neuguinea und nördlichen Queensland vor.
- Nymphaea georginae S.W.L.Jacobs & Hellq.: Sie kommt in den australischen Bundesstaaten Northern Territory und Queensland vor.
- Große Seerose (Nymphaea gigantea Hook., Syn.: Castalia gigantea (Hook.) Britten, Leuconymphaea gigantea (Hook.) Kuntze, Nymphaea gigantea var. hudsoniana F.Henkel et al., Nymphaea gigantea f. hudsonii (anon.) K.C.Landon, Nymphaea gigantea var. hudsonii anon., Nymphaea gigantea var. media F.Henkel et al., Nymphaea gigantea var. neorosea K.C.Landon, Victoria fitzroyana hort. nom. inval.): Sie kommt in den australischen Bundesstaaten New South Wales, Northern Territory und Queensland vor.
- Nymphaea hastifolia Domin: Sie kommt im nördlichen Northern Territory und nördlichen Western Australia vor.
- Nymphaea immutabilis S.W.L.Jacobs: Sie kommt mit zwei Unterarten in Irian Jaya und im nördlichen Northern Territory, nördlichen Queensland sowie nördlichen Western Australia vor.
- Nymphaea macrosperma Merr. & L.M.Perry: Sie kommt im östlichen Irian Jaya, Papua-Neuguinea und nördlichen Northern Territory, nördlichen Queensland sowie nördlichen Western Australia vor.
- Nymphaea ondinea Löhne et al.: Die zwei Unterarten sind Endemiten in einem kleinen Gebiet in Western Australia.
- Nymphaea violacea Lehm. (Syn.: Nymphaea brownii F.M.Bailey, Nymphaea casparyi Rehnelt & F.Henkel, Nymphaea gigantea var. violacea (Lehm.) Conard, Nymphaea holtzei Rehnelt & F.Henkel, Nymphaea holtzei var. albiflora Rehnelt & F.Henkel nom. inval., Nymphaea holtzei var. eleonorae Rehnelt & F.Henkel, Nymphaea rehneltiana F.Henkel, Nymphaea violacea var. coerulea Lehm.): Sie kommt in Papua-Neuguinea und nördlichen Northern Territory, nördlichen Queensland sowie nördlichen Western Australia vor.

- Untergattung Brachyceras Caspary: Sie ist pantropisch verbreitet und enthält etwa 18 Arten:

- Nymphaea abhayana A.Chowdhury & M.Chowdhury
- Nymphaea ampla (Salisb.) DC.: Sie ist in Süd- und Zentralamerika verbreitet.
- Blaue Ägyptische Seerose (Nymphaea caerulea Savigny): Sie ist in Afrika bis zur Arabischen Halbinsel weitverbreitet.
- Blaue Kap-Seerose (Nymphaea capensis Thunb.): Sie ist im südlichen und östlichen Afrika weitverbreitet.
- Bunte Seerose (Nymphaea colorata Peter): Die Heimat ist Tansania.
- Nymphaea divaricata Hutch.: Sie ist im Westlichen und Südlichen Afrika verbreitet.
- Nymphaea elegans Hook.: Sie ist in Nord- und Mittelamerika verbreitet.
- Nymphaea gracilis Zucc.: Die Heimat ist Mexiko.
- Nymphaea guineensis Schumach.: Sie ist im tropischen Westafrika verbreitet.
- Nymphaea heudelotii Planch.: Sie ist Afrika verbreitet.
- Nymphaea micrantha Perr. & Guill.: Sie ist im tropischen Westafrika verbreitet.
- Nymphaea dimorpha I.M.Turner: Sie ist in Madagaskar verbreitet.
- Stern-Seerose (Nymphaea nouchali Burm. f.): Sie ist von Südasien bis ins nördliche Australien verbreitet.
- Nymphaea ovalifolia Conard: Sie ist in Afrika verbreitet.
- Nymphaea pulchella DC.: Sie ist in der Neotropis verbreitet.
- Nymphaea stuhlmannii (Engl.) Schweinf. & Gilg: Die Heimat ist Tansania.
- Schwefelfarbene Seerose (Nymphaea sulphurea Gilg): Die Heimat ist Südwestafrika.
- Nymphaea thermarum Eb.Fisch.: Die Heimat ist Ruanda.
- Nymphaea togoensis K.C.Landon: Sie ist in Togo beheimatet.

Gruppe Syncarpiae CasparySie enthält drei Untergattungen:
- Untergattung Hydrocallis: Sie enthält etwa 14 Arten:

- Nymphaea amazonum Mart. & Zucc.: Sie kommt in Mexiko, Mittelamerika oder dem tropischen Südamerika vor.
- Nymphaea belophylla Trickett: Sie kommt in Kolumbien, Venezuela, Bolivien und Brasilien vor.
- Nymphaea conardii Wiersema: Sie ist von Mexiko über Zentral- bis Südamerika weitverbreitet.
- Nymphaea gardneriana Planch.: Sie kommt in Südamerika vor.
- Nymphaea glandulifera Rodschied: Sie kommt in Mittel- und Südamerika vor.
- Nymphaea jamesoniana Planch.: Sie ist von Florida, über Mexiko bis Zentral- und Südamerika weitverbreitet.
- Nymphaea lasiophylla Mart. & Zucc.: Sie kommt in Brasilien und vielleicht auch in Venezuela vor.
- Nymphaea lingulata Wiersema: Sie kommt in Guayana, Brasilien und Bolivien vor.
- Nymphaea novogranatensis Wiersema: Sie kommt in Mexiko, in Venezuela und in Kolumbien vor.
- Nymphaea oxypetala Planch.: Sie kommt in Venezuela, Brasilien, Bolivien und Ecuador vor.
- Nymphaea potamophila Wiersema: Sie kommt in Kolumbien, Venezuela, Guayana und Brasilien vor.
- Nymphaea prolifera Wiersema: Sie ist von Mexiko über Zentral- bis Südamerika weitverbreitet.
- Nymphaea rudgeana G.Mey.: Sie ist von Zentral- bis Südamerika weitverbreitet.
- Nymphaea tenerinervia Casp.: Sie kommt in Guayana und in Brasilien vor.

- Untergattung Lotos DC.: Sie enthält nur drei bis vier Arten:

- Tigerlotus (Nymphaea lotus L., Syn.: Nymphaea zenkeri Gilg): Sie ist in Afrika und im tropischen Asien verbreitet. Hierher gehört auch:

- Thermenseerose (Nymphaea lotus var. thermalis (DC.) Tuzson, Syn.: Nymphaea thermalis DC.)

- Nymphaea pubescens Willd. (Syn.: Nymphaea spontanea K.C.Landon): Sie ist in Asien und Australien verbreitet.
- Nymphaea rubra Roxb. ex Andrews: Sie kommt in Indien und Bangladesch vor.

- Untergattung Nymphaea

- Sektion Chamaenymphaea (Planch.) Wiersema

- Zwerg-Seerose (Nymphaea tetragona Georgi): Sie ist in Eurasien und Nordamerika weitverbreitet.

- Sektion Nymphaea: Sie enthält nur drei bis vier Arten:

- Weiße Seerose (Nymphaea alba L.): Sie ist in Mitteleuropa verbreitet.
- Kleine Seerose (Nymphaea candida C.Presl): Sie ist in Eurasien verbreitet.
- Wohlriechende Seerose (Nymphaea odorata Aiton): Es gibt zwei Unterarten:

- Eigentliche Wohlriechende Seerose (Nymphaea odorata Aiton subsp. odorata): Sie ist von Kanada über die USA bis Mexiko und El Salvador, Honduras bis Nicaragua sowie auf den Bahamas, Kuba und Puerto Rico verbreitet.
- Knollen-Seerose (Nymphaea odorata subsp. tuberosa (Paine) Wiersma & Hellquist, Syn.: Nymphaea tuberosa Paine): Sie ist von den kanadischen Provinzen Ontario, Quebec sowie Manitoba bis zu den nordöstlichen bis nördlichzentralen USA verbreitet.

- Sektion Xanthantha (Casp.) Wiersema: Sie enthält nur eine Art:

- Mexikanische Seerose (Nymphaea mexicana Zucc.): Sie ist vom südlichen Nord- bis Zentralamerika verbreitet.

Ein Teil von Nymphaea subg. Anecphya wurde als Nymphaea subg. Confluentes abgespalten.
Zudem wurden fossile Arten beschrieben:
- Nymphaea minuta Saporta[9]

## Gefährdungsstatus
Mehrere Arten gelten als bedroht. Nymphaea thermarum wurde auf der Rote Liste gefährdeter Arten der IUCN als Critically Endangered (CR) (vom Aussterben bedroht) eingestuft. Nymphaea loriana wird als Endangered (EN) (stark gefährdet)  eingestuft, Nymphaea stuhlmannii wird als Endangered (EN) (stark gefährdet) eingestuft, und Nymphaea nouchali var. mutandaensis wird ebenfalls als Endangered (EN) (stark gefährdet) eingestuft.

## Nutzung
Von einigen Arten wurde eine große Anzahl an Sorten gezüchtet. Sie werden als Zierpflanzen und Aquarienpflanzen verwendet.

## Geschichte
Dioskurides, Plinius und Galen unterschieden eine „weißblütige Nymphaea“ (Nymphaea alba – Weiße Seerose) von einer „gelbblütigen Nymphaea“ (Nuphar lutea – Gelbe Seerose). Der Name „nymphaea“ leitete sich nach Plinius davon ab, dass eine Nymphe aus Eifersucht auf Herakles starb und zur Seerose wurde. Für die Gelbe Seerose (aber auch die Weiße Seerose und möglicherweise andere, mit „purpurnen“ Blüten ausgestattete Seerosen) wurde im Mittelalter vor allem die Bezeichnung Nenufar gebraucht. Wegen der Keulenform ihrer Wurzel wurde die Pflanze auch „rhopalon“ genannt. Der Verzehr dieser Wurzel sollte mehrtägige Impotenz bei Männern bewirken. Abgeleitet aus dem feucht-kühlen Wachstumsort wurde sie besonders gegen hitzige Erkrankungen wie Dysenterie verordnet.
Die Ähnlichkeit ihrer reifen Früchte mit den Mohnkapseln führte zur lateinischen Bezeichnung papaver palustre (‚Sumpfmohn‘) und zur Empfehlung ihrer Verwendung gegen Schmerzen.
Die gelbe Farbe der Wurzel wurde als Hinweis auf eine Beziehung zum Körpersaft „cholē“ (gelbe Galle, Jähzorn, …) gedeutet und so hieß sie in den Apotheken des 15. und 16. Jahrhunderts „Kollerwurz“. Entsprechend setzte man sie zur Behandlung von Krankheiten ein, die aus einem Ungleichgewicht der Körpersäfte („Schleim“/phlegma – „Blut“/sanguis – „gelbe Galle“/cholē – „schwarze Galle“/melaina cholē) entstanden, und zwar dann, wenn die cholē im Übermaß vorhanden oder „verdorben“ war.
Die haarförmige Gestalt des Wurzelgeflechts schließlich legte eine Verwendung gegen Haarausfall und gegen Hautkrankheiten nahe.
An der Wende vom 18. zum 19. Jahrhundert wurden die Seerosen zögerlich aus den Verzeichnissen der Materia medica ausgeschieden.

### Historische Abbildungen

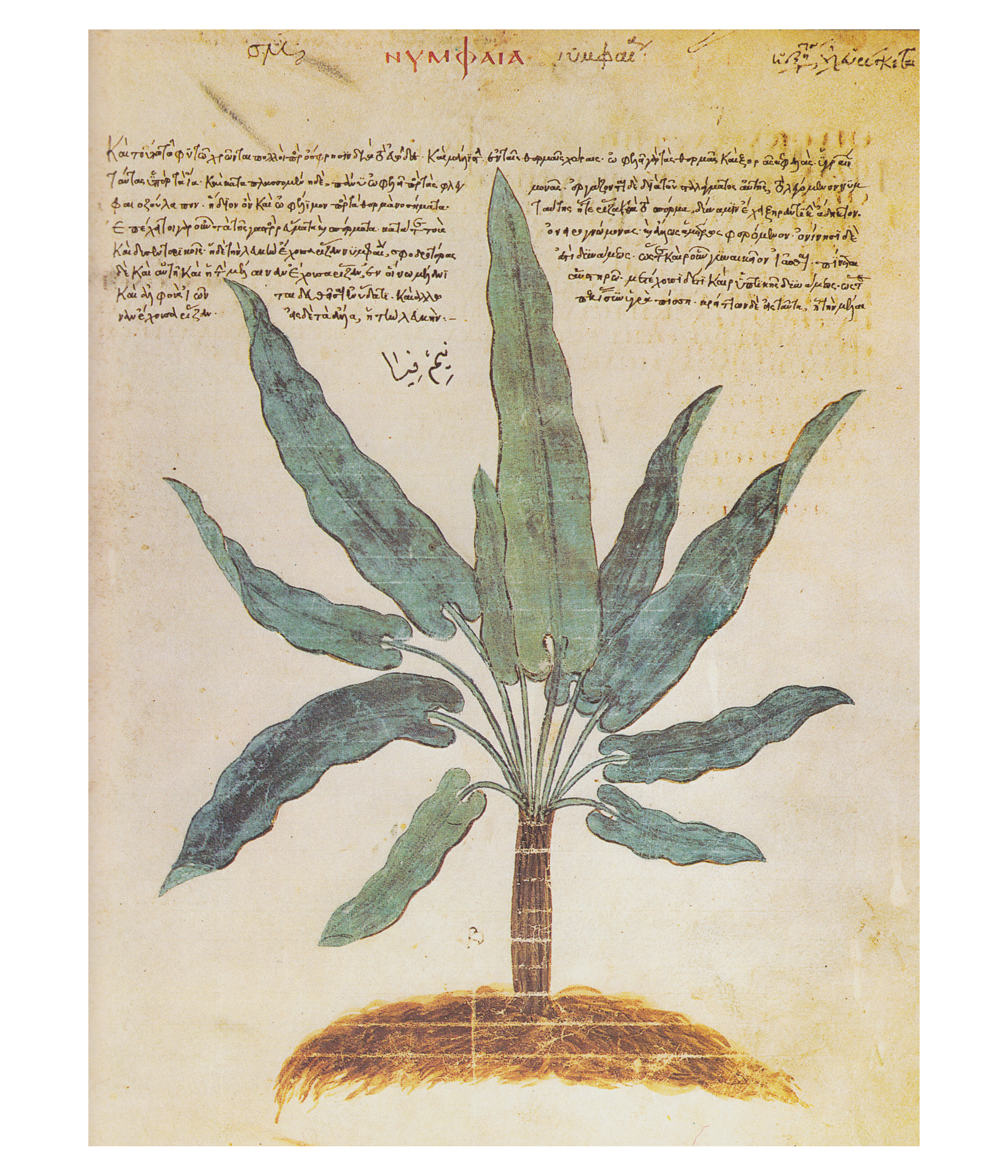
Wiener Dioskurides, 6. Jahrhundert
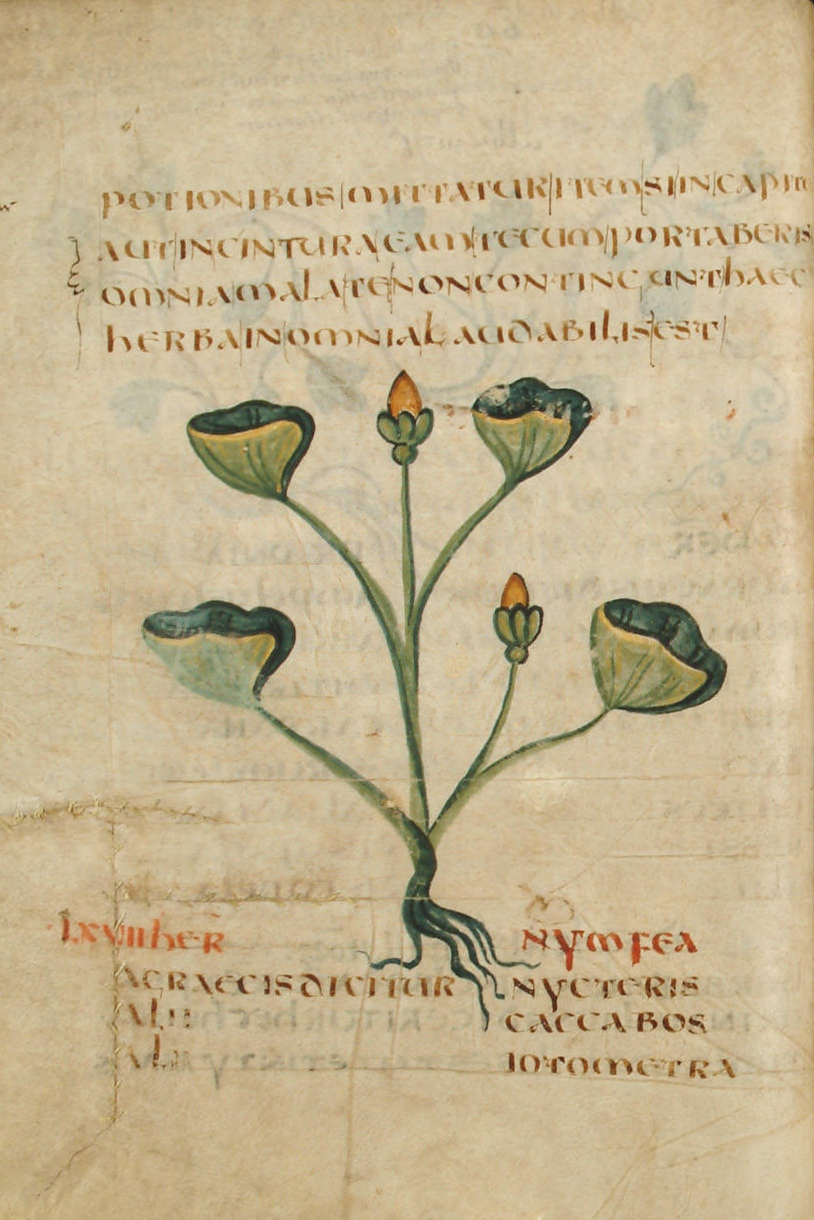
Pseudo-Apuleius, 6. Jh., Ms. Voss. Q9. Leiden
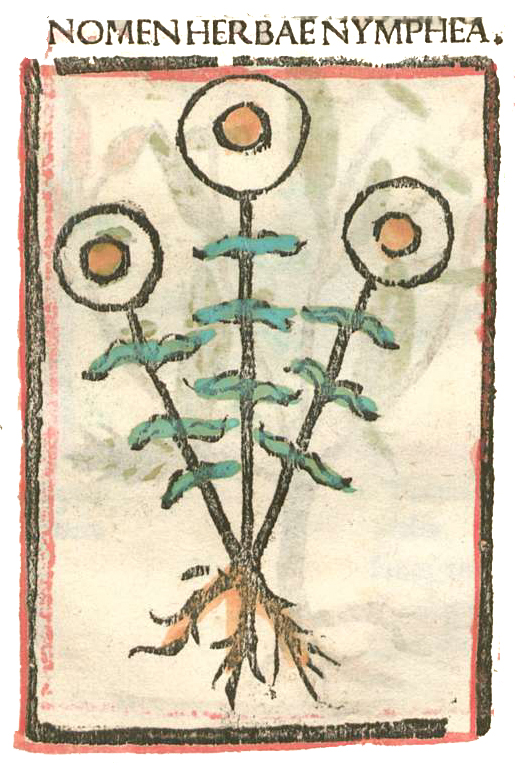
Pseudo-Apuleius, Druck Rom 1481
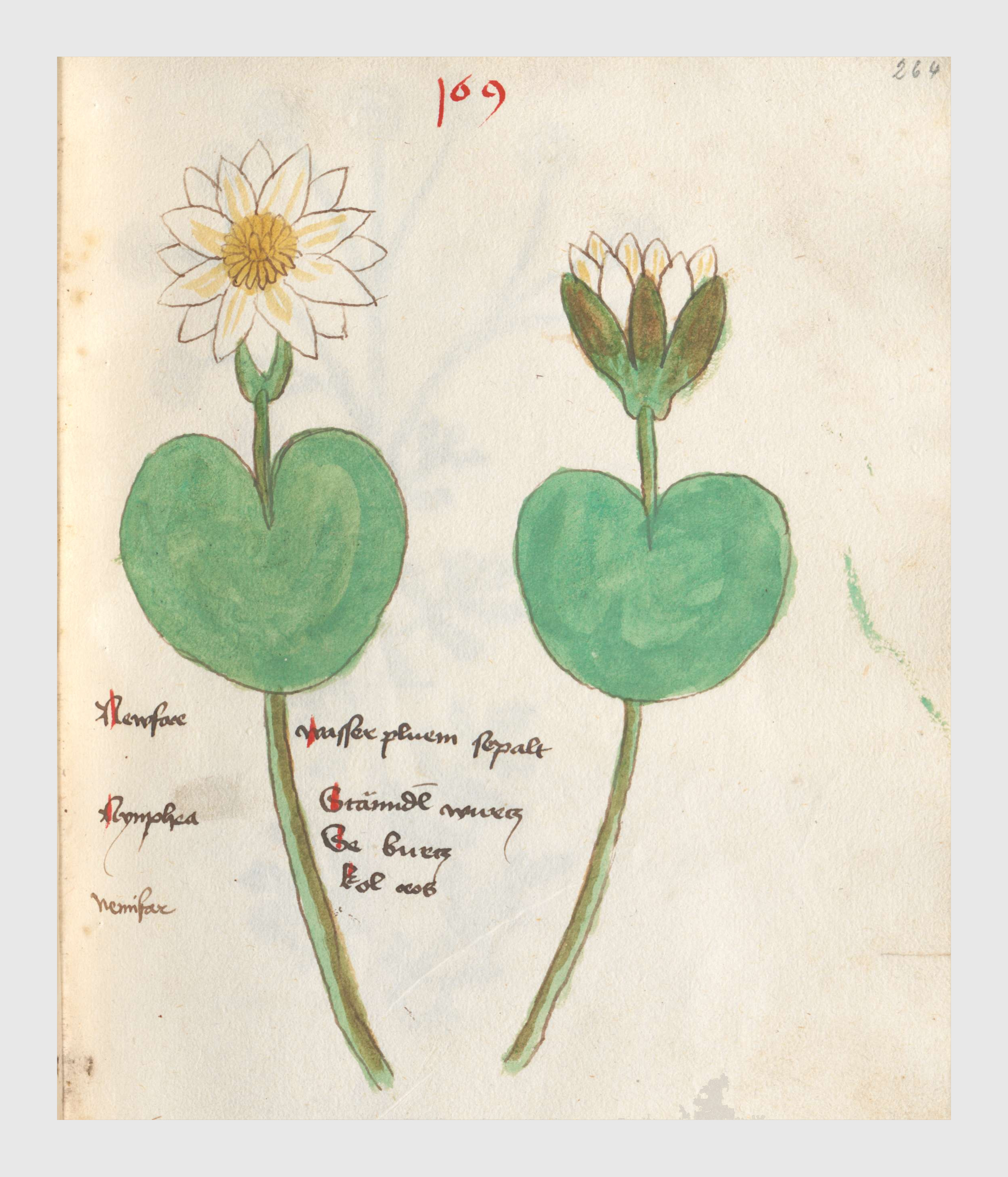
Vitus Auslasser 1479
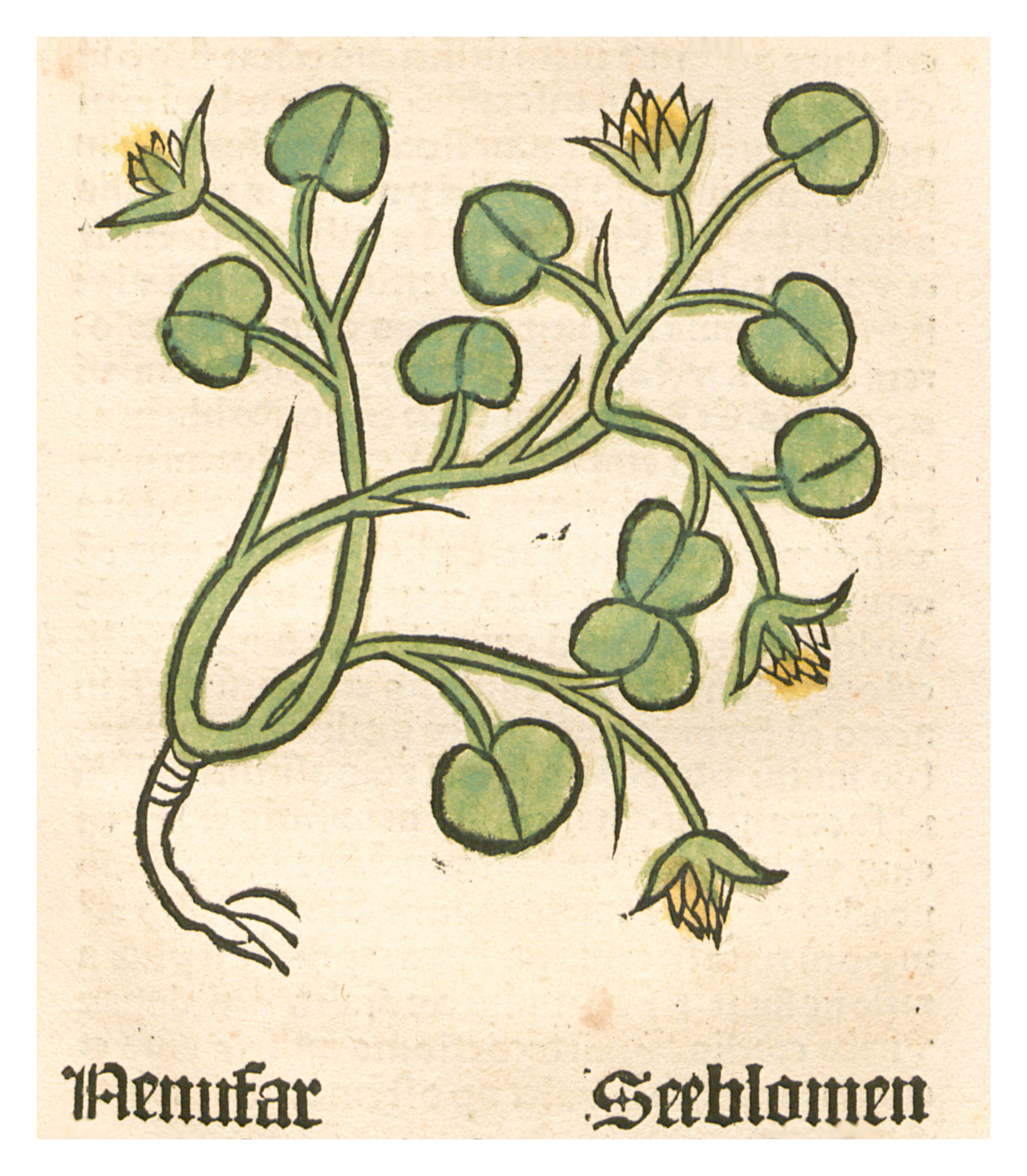
Herbarius Moguntinus 1484
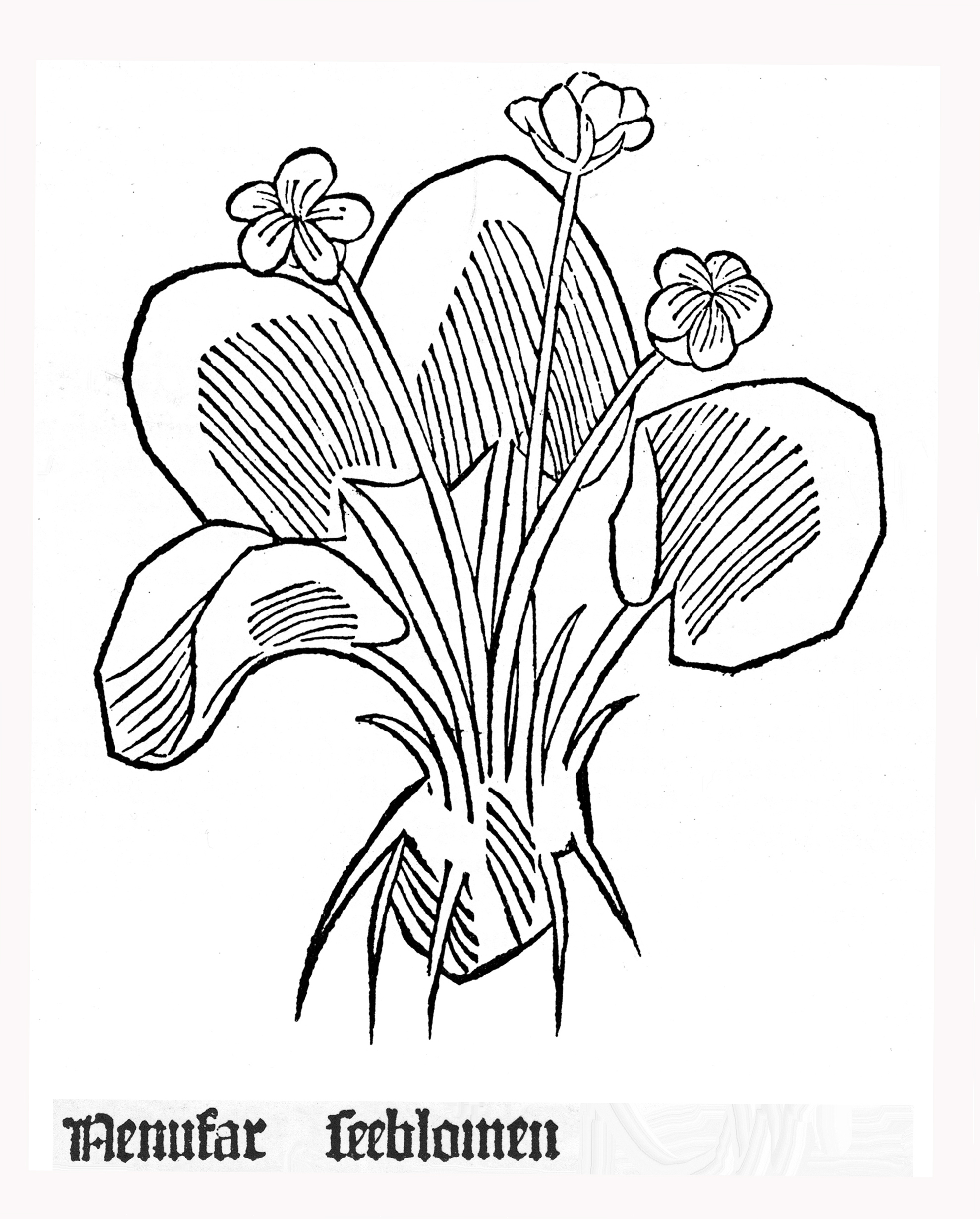
Gart der Gesundheit 1485
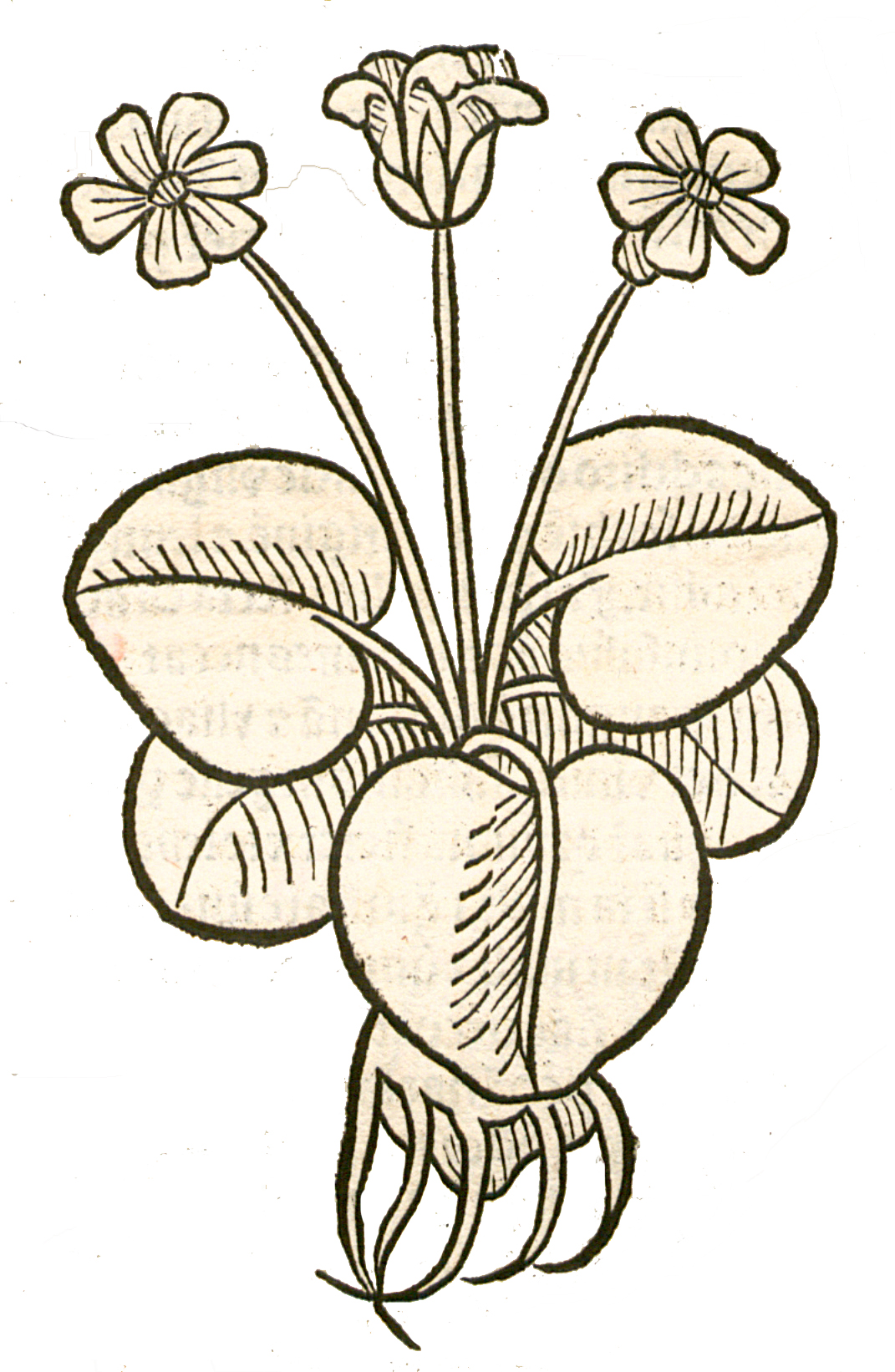
Hortus sanitatis 1491
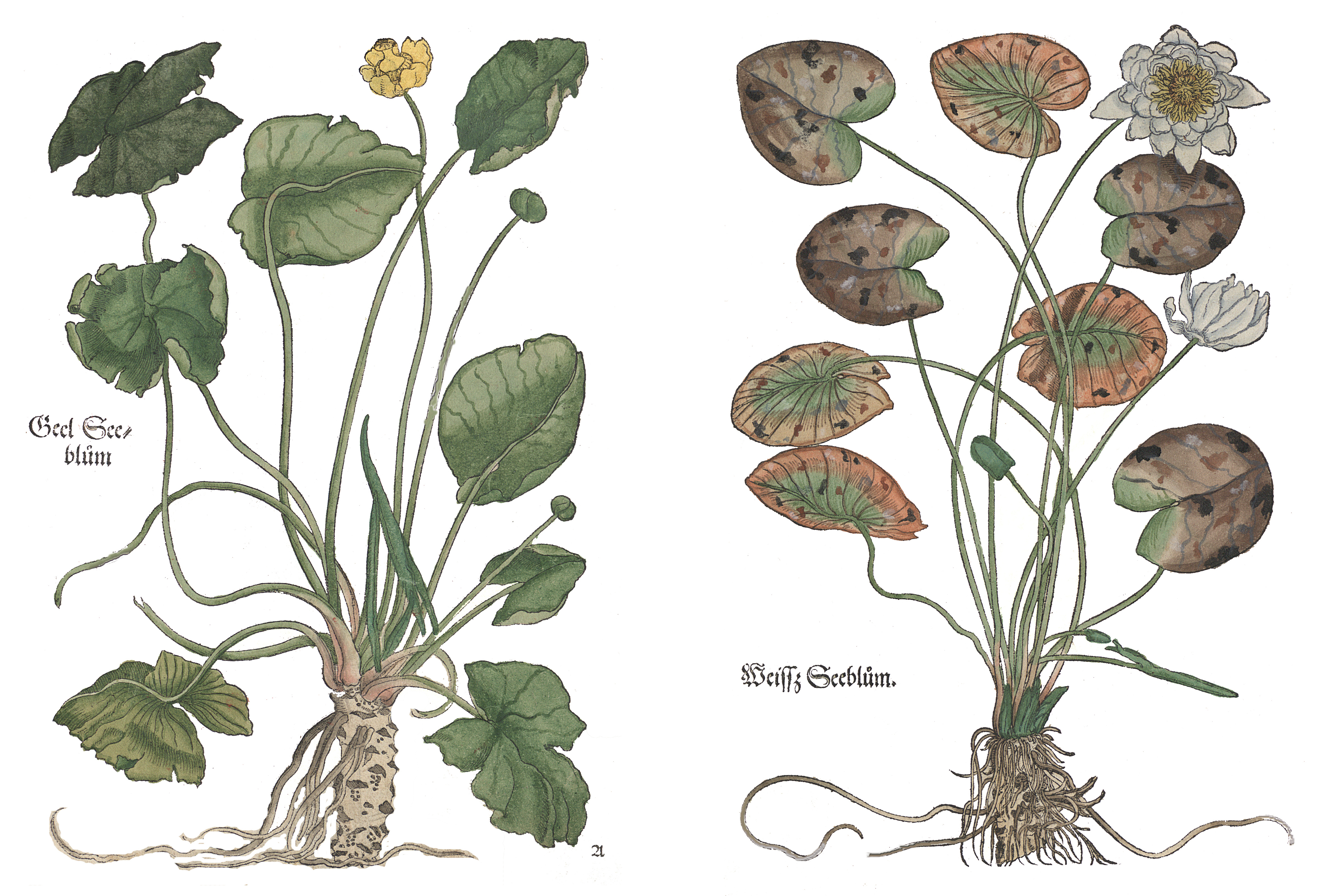
Otto Brunfels 1532
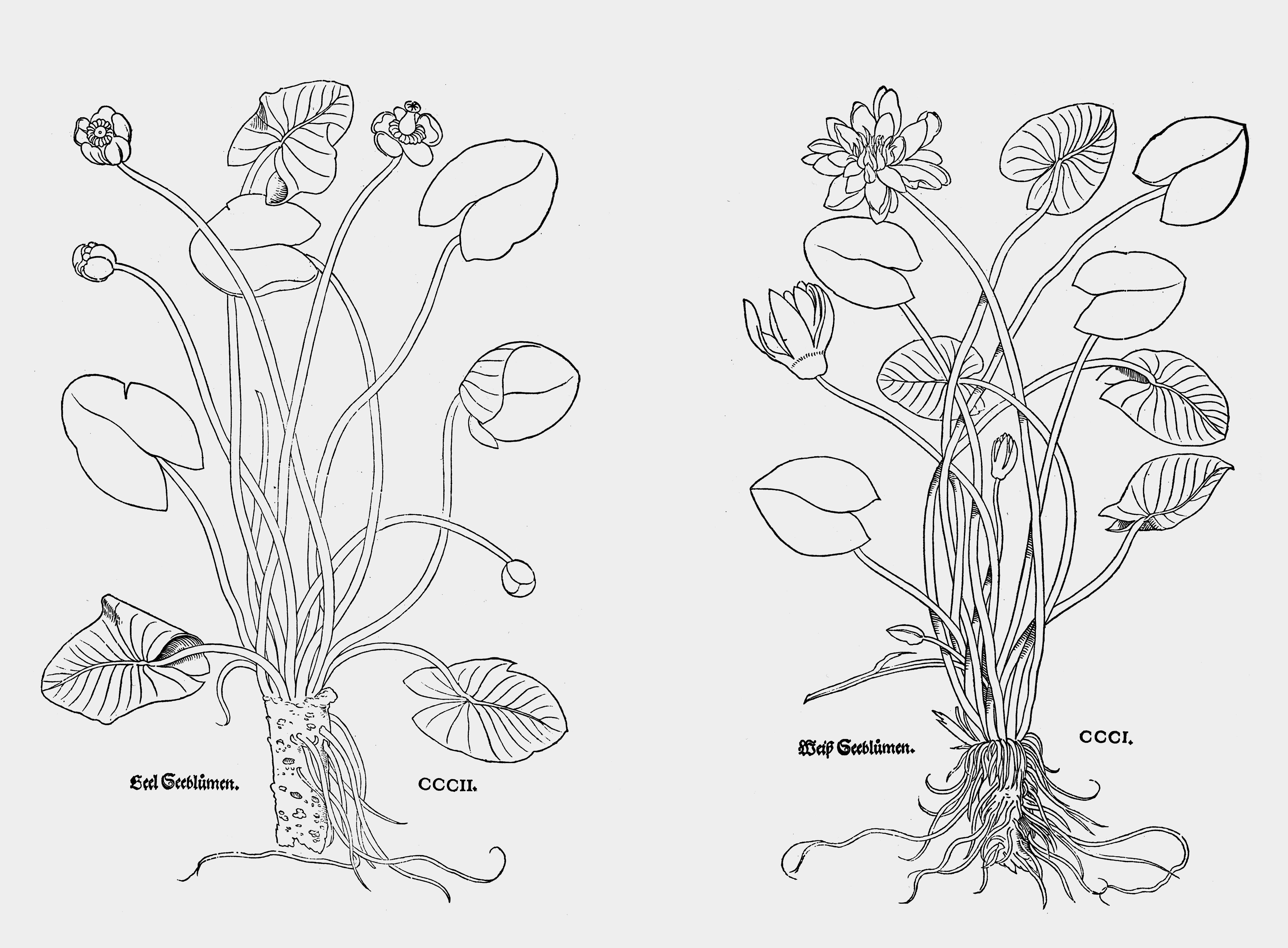
Leonhart Fuchs 1543
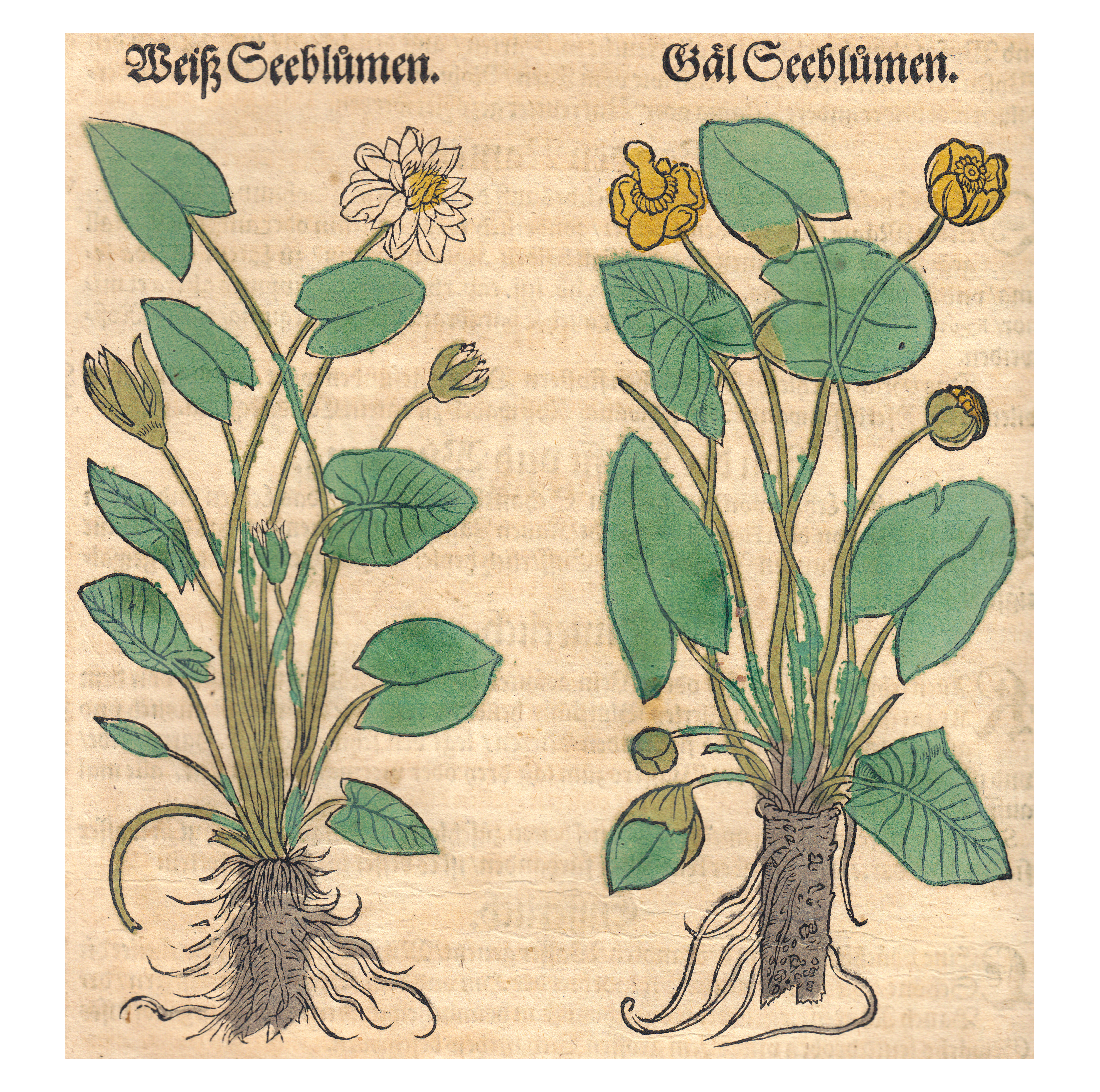
Hieronymus Bock 1546
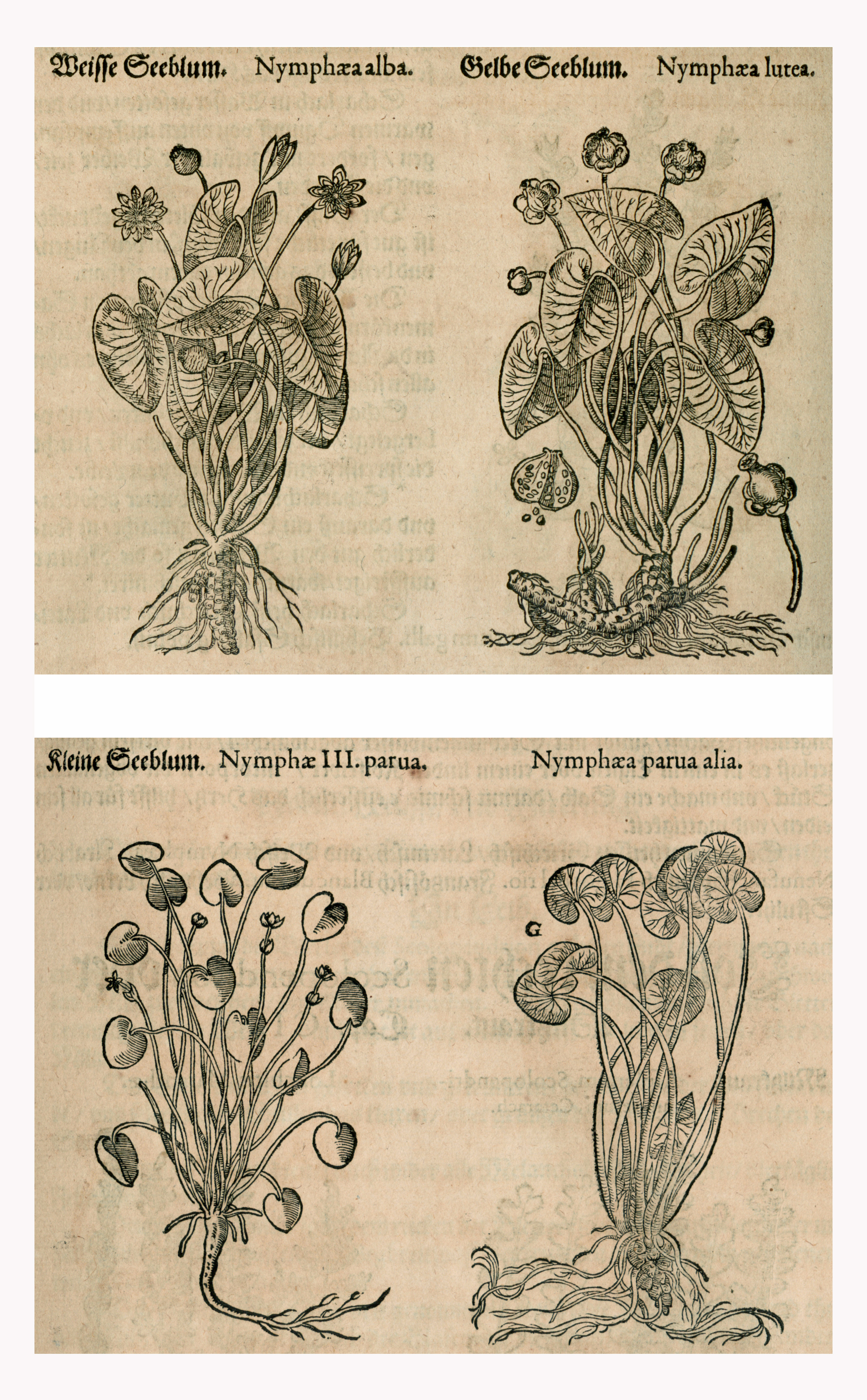
Mattioli / Handsch / Camerarius 1586